# Rogatka (Zbrojów)
Rogatka – część wsi Zbrojów w Polsce, położona w województwie świętokrzyskim, w powiecie skarżyskim, w gminie Bliżyn.
W latach 1975–1998 Rogatka administracyjnie należała do województwa kieleckiego.